# Norman Bullock
Norman Bullock (8 tháng 9 năm 1900  – 22 tháng 10 năm 1970) là huấn luyện viên của Leicester City từ 1949 đến 1955. Ông cũng từng dẫn dắt Bury trong hai khoảng thời gian 4 năm. Ông sinh ra ở Monton, Eccles, Lancashire.
Ông dành hầu hết sự nghiệp của mình thi đấu cho Bury. Từ 1920 đến 1935 ông có tổng cộng 505 lần ra sân ở Giải vô địch và 32 lần ở Cúp FA, ghi được 127 bàn. Ông cũng có 3 lần ra sân cho Anh từ 1923 đến 1926 và ghi 2 bàn.